# Ray (アルバム)
『ray』（レイ） は、日本のロックバンド、L'Arc〜en〜Cielの7作目のスタジオ・アルバム。1999年7月1日発売。発売元はKi/oon Records。

## 解説
前作『HEART』以来約1年5ヶ月ぶりとなる7作目のスタジオ・アルバム。本作は、6thアルバム『ark』と同時発売されている。
日本ではオリコンチャートの集計期間を踏まえ、水曜日にCDを発売することが一般的となっているが、本作は集計期間が1日少なくなる木曜日にリリースされている。本作の発売日をずらしたのは、占星術師のミシェル・ノストラダムスが綴った『ノストラダムス大予言』における「恐怖の大王が襲来する日」に合わせたことによるものであり、リリースプロモーションでは＜ノストラダムス大予言の日にアルバム2枚同時リリース!＞という宣伝文句が当時使われていた。
本作には、1998年に立て続けに発表したシングル「HONEY」「花葬」「浸食 〜lose control〜」「snow drop」の表題曲を含めた11曲が収められている。ちなみに、本作及び同時発売したアルバム『ark』の6曲目には、yukihiro作曲のインタールードがそれぞれ収録されている。
なお、本作のマスタリングはテッド・ジェンセン（Sterling Sound）が担当しており、前述の既発のシングル表題曲はすべてリマスタリングが施されている。余談だが、kenとtetsuyaは1999年に、マスタリング現場となったニューヨークのスタジオに出向き、同氏の作業を確認したという。テッドの作業を振り返り、kenは「案外、前に出す。それは自分のギターの音とかにも顕著に出てる」と述べている。
ちなみに本作は、前作『HEART』に続き海外でもリリースされている。なお、本作は、日本を含めたアジアの7つの国と地域（日本、台湾、香港、タイ、マレーシア、シンガポール、フィリピン）で同時リリースされている。L'Arc〜en〜Cielは、本作のリリースに伴い、日本以外のアジア諸国でもプロモーション活動を実施しており、1999年9月10日にタイ、同年9月14日に香港、同年9月16日に台湾を訪れている。
余談だが、1990年代後半には、B'zやGLAYなどのJ-POPアーティストが数多くのベストアルバムを立て続けにリリースし、商業的成功を収めていた。そのため、巷では「ラルクもベストアルバムを出すのでは？」という噂が囁かれていた。こういった世間の思惑や想定を外すように、1999年1月7日の朝日新聞朝刊の一面に、金屏風を背景とした、紋付羽織袴姿（kenのみこの年の干支であるウサギの着ぐるみ姿で登場）のメンバー4人の集合写真と共に「本年もよろしくお願いします。L'Arc〜en〜Cielは、1999年ベストアルバムは出しません。オリジナルアルバムをお楽しみに」という文言をのせた年初の挨拶広告を大々的に発表し、ベストアルバムブームに乗らない姿勢を打ち出している。

### 背景とコンセプト
本作はアルバム『ark』と同時発売されているが、アルバムの2作同時発売は音楽業界で非常に稀有なこととなっている。このアルバム2作同時発売は、バンドのリーダーを務めるtetsuyaに「2枚あればシングルもバランスよく振り分けられるだろう」という考えがあり、tetsuyaがメンバーとスタッフに提案したことをきっかけに決定したという。
同時発売を提案した経緯について、tetsuyaは「みんなに言ったのが1998年の7月…（「Tour '98 ハートに火をつけろ!」の）ツアー中だったんじゃないかな。でも、そんなアイディア言ったら、みんなに絶対に反対されるなと思ってた。（前半の）ツアーが終わって後半の9月のツアーが始まるまで1ヵ月ちょっとあったんですけど、その間に「snow drop」と「forbidden lover」を作ったんですよね。そのときは10月くらいにシングルを1枚出そうってつもりで作り始めたんだけど、曲があがってみたら2曲ともいいし、どっちもカップリング曲ではないなと思って、"2枚とも出そう"って僕が言い出したんですよ。で、7月のシングル3枚同時の次に2枚同時っていうのはインパクト弱いんで、今度はちょっとずらすとか、スタッフとちょっと話したりして。ま、それは話をしただけで、最終的な判断はスタッフにまかせたんですけど。その時点で、「DIVE TO BLUE」から数えると、もう（シングルが）6枚になるでしょ。（中略）たぶん先行シングル出すだろうし、そうするとシングル7枚になる。今まで、だいたいアルバム1枚10曲ぐらいでやってきてるから、そうしたらあと3曲新曲を書けばアルバムできちゃうじゃん。けど、"そんなんでいいの？"って思ってね。アルバム作るときって、みんなで曲作りをするといつも14〜15曲ぐらい集まるんですよ。それにシングルを入れると20曲ぐらいになるから、これは2枚作れるなと。アルバム2枚作れば、シングルをバランスよく振り分けることもできるしね。アルバム1枚のなかにシングルが6曲も7曲も入ってると、シングルスとか、ベストっぽくなっちゃうじゃないですか」と語っている。ちなみに、tetsuyaが考えていたプランには「発売時期をずらして2枚のアルバムを発表する」というものもあったという。
なお、本作と『ark』の2枚を合わせた収録曲が22曲にも及ぶため、曲の振り分けから曲順の決定までが難航し、すべての曲順・曲間時間を決めるまでに3日間ほどかかったという。共同プロデューサーの岡野ハジメは、2019年に発表した自身の書籍の中で、アルバム2作の曲順決めを振り返り、メンバーによって曲順の考え方に違いがあったと綴っている。前述の書籍で、岡野は「メンバーそれぞれに曲順を考えるポイントがあって…例えばkenちゃんは"協調"なんですよ。"このキーのあとに、このキーの曲は嫌だ"とか、そういった部分での流れを重視してる。対してtetsuyaくんは、プロデューサーとしての目で曲順を見ている人で。ほとんど決まりかけていたときに彼がダメ出しをしたところから、時間がかかりだしたんですよ。彼の中では、バンドを成功させるためにはこれじゃダメだ、という高いレベルの何かがあったんでしょうね。かなり難航しました」と述懐している。また、kenは、曲順決め作業を振り返り「なんとなくオレは当初、『ray』の方に暗くて涼し気な曲が入ってて、『ark』の方に温かみのある曲が入ったらどうかなと思ってた」「最後は、24時間曲順決め大会みたいな感じになって、最終的には冷静な人がひとりもいなかったんですよ。ちょっとずつみんな壊れて、半笑いしてるような状態で（笑）」と述懐している。その一方で、tetsuyaは「僕はただ純粋に、2枚のカッコいいアルバムになればいいと思ってた」「なんかヘタすると企画盤っぽくなっちゃうから、白盤黒盤みたいな、ね。それはイヤなんで」と本作発売当時のインタビューで語っている。
本作および『ark』のアルバムコンセプトのひとつとして、1990年代の終わりにオカルトブームの影響により日本で流行していた「世紀末思想」が取り入れられている。当時の日本では『ノストラダムス大予言』や、この予言を受けて出版された書物の影響により、「1999年7の月に人類が滅亡する」という世紀末思想が流行していた背景があり、これを踏まえ本作はノストラダムス大予言の日とされる1999年7月に発表されている。tetsuyaは本作発売当時に、1999年7の月にアルバムを発表することにした理由について「2000年が最初にやってくるのって大きくみたら日本なんですよ。細かい島とかは厳密には分からないけど。その日本という国に、この時代生まれた4人の若者達によって結成された（笑）、L'Arc〜en〜Cielがこの7の月に2枚のアルバムを出すってことに意義があるんですよ」と冗談交じりに語っている。
ただ、tetsuyaは、世間で流行していた世紀末思想に関して一歩引いた考えも述べている。tetsuyaは、本作発売当時に受けたインタビューの中で「意識してるんじゃなくて、利用してるんです。世紀末思想っていうのを。俺たちはそれをマジメに信じてるわけでもなんでもなくて、ただ利用してるだけ」と語っている。また、tetsuyaは「（世紀末思想のようなものは）いつの時代もそういうことはあったと思うし。ただ今はいろんなメディアが発達して、すごく遠くで起こった出来事とか、昔なら知らなかったようなことまでいろんな情報が入ってくるようになっただけで。そういうのは人が生まれてから今までくり返されてることだと思うし。もっとひどい時代もあったと思うし。何千年か前に書かれた書物の中にも"最近の若者は"ってフレーズが出てたらしいんで。いつの時代もそうだと思いますよ。今が特別な時代だとは思わないです」と同インタビューで語っている。
余談だが、本作発売の約4年前に発行された音楽雑誌『SHOXX』の1995年9月号において、「L'Arc〜en〜Cielへの17の質問」というコーナーが掲載されていた。その質問の中に『ノストラダムスの大予言』をテーマにしたインタビューがあり、hydeとkenも、tetsuyaと同様に「予言を信じていない」と回答している。この当時のインタビューでkenは「そういう予言とかがあるのは信じたいけど…信じたいっていうか、夢としては面白いけど、何か起こってから解明するじゃないですか。それも、なんか読み様によっては何とでも読める様な詩ばっかりで。それにめちゃめちゃ大量にあるじゃないですか。だからちょっと信用できない部分が大きい」と語っている。また、hydeは同インタビューで「僕はその手のは全然信じない」と述べている。

### 録音作業と音楽性
『ray』の録音作業は、1999年初頭から本格的に開始されており、同年5月頃まで行われている。ちなみに、tetsuyaは制作期間について「準備期間から考えたら、半年かかってます」と語っている。この期間中に制作された楽曲に、1998年に発表した「HONEY」「花葬」「浸食 〜lose control〜」「snow drop」を加えアルバムが完成している。結果としてシングル表題曲が多く収録されたアルバムに仕上がっているが、本作のレコーディングについてkenは「アルバムを作るときってたいてい、アルバム先行だったり、シングルどれにしようって決めてから録り始めたり、なんとなく全体が見えてから録ってたんだけど、今回は、ま、何曲か候補あったけど、これって決めずに録りだしましたね」と述べている。余談だが、共同プロデューサーを務めた岡野ハジメは、本作のレコーディングの前に行われた選曲会議に立ち会っていたという。後年岡野は、この選曲会を振り返り「メンバーが曲出しをしてきた中には、俺が携わる前に作った曲もかなりの数あったんですよ。それを聴いたら"これをボツにしたの？ その辺のバンドだったら表題曲にできるよ"と思えるような曲がいくつも混ざっていて、"このバンドは、曲のクオリティが全然違う"と思いました。"今は出すタイミングじゃない"ということで、ボツにする余裕があったということだったのかもしれないですけど、普通だったら、いいものから出すじゃないですか。"なるほどね。成功するバンドというのは、こういうことなのか…"と思いましたね」と述懐している。
本作には、hyde、ken、tetsuya、yukihiroの4人それぞれが作曲した楽曲が収められている。1998年にyukihiroが正式加入してから発表したL'Arc〜en〜Cielの作品としては、すべてのメンバーに作曲クレジットが付いた最初のアルバムとなっている。ちなみに本作には、ken作曲の楽曲が全11曲中4曲収録されており、kenに作曲クレジットが付いた楽曲が最も多く収録されている。各メンバーが曲を書くことについて、hydeは「新しい自分に気づくというか。メンバーからテーマもらったりすると、自分のテリトリーにはないものだったりしてね。そういうのはありますね」と本作発売当時のインタビューで述べている。また、kenは本作発売当時のインタビューの中で、録音作業を振り返り「今回のレコーディングは、いつもよりも気楽に録れるスケジュールにしたんだ。ある期間にギター録りが詰まっている、というスケジュールじゃなくて、1曲リズム録りが終わったら、その曲に関するアイディアを全部試して、それから次の曲の作業に入ったりとか。しかも、そこでちょっと余裕が取れるようなスケジュールだったから、ギターの音作りにかける時間もたくさん取れたし。だから楽しかったよ。思い描いた音が出せるまで時間を使っていい環境だったんだ」と述懐している。さらに、kenは「俺としては、…昔からね、年間書ける曲、書く曲って言うのはそんな多くないんですよね。今回もアルバム2枚が同時発売だけど、増えてないんですよ。2枚だから倍書いたってわけじゃないし。L'Arc〜en〜Cielとしてはいいバランスで、曲をチョイスできたんじゃないかな」と述べており、4人のコンポーザーがいることで無理なくアルバム2作の制作に取り組めたと、このインタビューでうかがうことができる。ちなみにtetsuyaは、1999年から始まった本作と『ark』のレコーディングで合計9本のベースを使用したという。どのように使用するベースを選んだかについて、tetsuyaは「音質というよりも、曲」「例えば、「HEAVEN'S DRIVE」という曲を前にしてパッと浮かんだイメージ…それは音のイメージじゃなくても、楽器の形のイメージとか。そういうところで"ZONじゃねえなぁ、ジャズベかな？いや、VOXを試してみよう"とか、そんな感じで選んでますね」と述べている。なお、本作のリリースプロモーションの一環で日本テレビ系音楽番組『FUN』に出演した際に、司会を務める音楽プロデューサーの松任谷正隆から「『ark』と『ray』のどちらが自信作か」と尋ねられ、hydeとyukihiroは『ray』の方を選んだというエピソードがある。
本作の音楽性としては、ビッグセールスを記録したシングル表題曲が多く収録されていることもあり、ポップなメロディの楽曲が多いが、オルタナティヴ・ロックやグランジを彷彿とさせるサウンドが印象的な作品となっている。また、本作に収録された楽曲の作曲を一番多く手掛けたkenが、本作を制作していたころに1970年代の音楽を聴いていたこともあってか、70年代の匂いを感じられるギターサウンドが多く収められている。本作発売当時のインタビューでkenは、自身のギタープレイについて、「ロッド・スチュワートにえーと、パイソン・リー・ジャクソンだったかな…が、からんでる曲があって、それが何年代かは知らないんだけど、それとかが大好きな時期で。そういう雰囲気になっちゃったかもしれない。（中略）音が変わったのは今回アンプが（変わったこと）が大きいかな」と語っている。また、この当時にkenが作曲していた楽曲は、アルバム『True』を制作していた頃と打って変わり、暗い印象を抱かせるものが多くなっている。kenは、本作における楽曲制作の姿勢について「最初はね、明るい曲を書きたいなと思う自分がいたりしたんだけど、なんか周りから過剰に明るい曲を求められてるような空気を感じたとたんに、もう全然書けなくなって、明るい曲が。で、その結果、こうなっちゃいました」と語っている。さらに、1980年代のニュー・ウェイヴやインダストリアルなサウンドを嗜好するyukihiroが、本作で初めてコンポーザーとして楽曲制作に参加したこともあり、ニュー・ウェイヴテイストの楽曲や、サンプリング音を取り込んだドラムンベース調のリズムループが印象的なアンビエント曲が収録されている。他にもyukihiroが私物として所有しているサンプラーなどを活用した楽曲も収録されている。このアルバムとバンドの印象について、岡野ハジメは「特殊なバンドですよね。特にyukihiroくんの曲とかは結構マニアックですから。とかくある程度成功していったバンドはマニアック方面にズブズブといってしまう場合が多いんですけど、そのへんはちゃんとポップチューンを押さえてる。特にtetsuの曲とかは、こういう中で聴くといつも暖かい気持ちになりますからね、出てきた瞬間に。イントロが出た瞬間になんか暖かいというか、こう、お家に帰ってきた感というの？すごい哀愁感が、ホッとさせてくれるというかね。そのバランスが絶妙ですよね」「kenちゃん曲はすごいシリアスなんだよね、この頃。"さわやか明るいkenちゃん"ってあんまないですよね、この2枚には。そういう時期だったんでしょうか」と後年に受けたインタビューで述べている。
また、本作に収録された楽曲の作詞作業を行ううえで、hydeは「過去を食いつぶした」と語っており、今回の作詞作業について「今まで僕、結構、過去を振り返って書く詞が多かったんですよ。でも、今回は現在と…もしくは、このあとどうなるんだろうとか、そういうとこで書いた歌詞が多い気がしますね」と述懐している。さらに、hydeは本作発売当時のインタビューで「言葉のイメージが、今の僕のブームなんですよね。今までは、そういう…今、言ったような世界は好きでも、その言葉は使わない、ニュアンスを出しつつも、違う方向で表現することが多かったんですけど。今回は、それが言葉に直に出てますからね。今、自分のなかで、そういうイメージが好きだからでしょうね。ギター1本で歌ってる人とかって、すごく歌詞がメインになる場合があるじゃないですか。僕の場合は、ずっとサウンド・メインだった。言葉よりもサウンドをとってたほうなんですよ。それで何年も（歌詞を）書いてきて、ようやく言葉の強力さを表現し始めたんだと思います」と述懐している。
本作は、『ark』との2枚同時発売という話題性や、ヒットシングルを多く含んだ作品ということもあり、200万枚を超えるビッグセールスを記録することとなった。ただ、巨大なセールスを記録したアルバムでありながらも、yukihiroの音楽的嗜好が反映された楽曲が本作に初めて収録されたということもあり、実験的な要素も含んだ作品に仕上げられている。なお、kenは本作発売当時に受けたインタビューの中で、アルバムについて「今までオレらはある特定の期間でアルバム録ってたりしてたけど、今回はシングル録りつつ、アルバム録る期間も長かったから、結果、こういうもんができて。アルバムは成長記録っていうけど、本当にこの時期の、いろんな時期の曲が入ってて、本当に写真のアルバムみたいなね、感じはありますね」と印象を語っている。
また、共同プロデューサーを務めた岡野ハジメは、2006年に公開された本作に関するインタビューの中で、この当時のL'Arc〜en〜Cielについて「時代が非常にこう、レコードのセールスとかがイケイケだった時代じゃないですか。そういった"その時代の中でのラルク"というところで、いろんな実験もしたし、ある種"今じゃできないよね"みたいなことを散々できたと思うんで…あと、あの、予算的にもね、かけられたと思うんですよ。非常にポップなアルバムではあると思いますけど、僕にとってはすごく実験的な側面も含んでて、マニアックとポップの両方が混在してる。それはこの時代、時期じゃないと出来なかったかもしれないですね。知らなかったからできたっていうところもあると思いますね。今だと"あれはよかったけど、これはよくなかったよね"みたいなことが分かっちゃうじゃないですか。そうするとこの勢いはなかったと思いますね」と述懐している。また、岡野は、アルバム2作の制作を振り返り「（レコーディング現場にいる）みんながそれぞれプロデューサー的だったと思うんですよ。メンバーも4人、個性的なプロデューサーだと思いますし。全員がアイディアを、"こんなのあったら面白いよね"って口々に言ってて現場に飛び交ってるという感じで。普通だったら収拾がつかないはずなのに、それが何かしらのバランスで、こう、ひとつの作品になっていくという。面白かったですね、そういうのは。プロのやり方だけでは出来ないと思うんですよ。ある種アマチュアリズム的な、それをプロのノウハウでやっていくっていう。レンジが広くないと出来ないワザだと思う」と述懐している。

### アルバムタイトル
アルバムタイトルは、収録曲の作詞を一番多く手掛けるhydeが付けることがこれまでの慣例となっていたが、今回に関してはメンバー全員で打ち合わせをしたうえで決めたという。
同時発売となったアルバム『ark』が本作に先行してタイトルが決定しており、『箱船』を意味する『ark』から連想し、「箱船に乗って何処に向かうか」を考え、【箱船に乗って光のあるほうへ向かおう】とテーマを設定したという。そして『ark』と並べたときの語呂の良さもあり、『光』や『光線』の意味を持つ『ray』が本作のタイトルに決定している。
hydeはこの2作のイメージについて、「漠然とですけど、『ark』は旅立ちのアルバムで、『ray』は光の世界で楽しんでもらうってのがあればいいかなって。なんとなく思っていた」と語っている。

### アートワークなど
ジャケットのアートワークは、メンバーの顔を点と線から成るポリゴンで描いたデザインが採用されている。ちなみに、このアートワークはモート・シナベルが手掛けている。
なお、本作の発売にあたり、数種類のCM映像が制作されている。そのうちの一つは、当時L'Arc〜en〜Cielのプロモーション活動に携わっていた箭内道彦がプランナーを務めている。その映像は、デイタイム・エミー賞を受賞したガーソン・ユー（yU＋Co.）がディレクション、元エーデルワイスのメンバーで、インテルのジングル「Intelbong」を手掛けたウォルター・ワーゾワが映像内のサウンドデザインを担当している。なお、このCM映像は1999年8月に発売したミュージック・クリップ集『CHRONICLE』に収録されている。さらに、本作発売に伴い、期間限定で特設ウェブサイト「62days Special Website」が公開されている。

### ライヴツアー
L'Arc〜en〜Cielは本作発売の後、アルバムを引っ提げ、1999年7月17日から同年8月22日にかけてライヴツアー「1999 GRAND CROSS TOUR」を開催している。ツアータイトルに含めた「GRAND CROSS」は、西洋占星術のグループ・アスペクトの1つで、凶座相を意味する「グランドクロス」から取られている。このグランドクロスは、1999年8月に実際に起こった「太陽系の惑星が地球を中心に十字に並ぶ天体現象（惑星直列の一種）」であり、本作のひとつのコンセプトにもなった『ノストラダムスの大予言』に代表されるような「世紀末不安」と重なり、不吉の前兆を意味する用語とされていた。なお、hydeはこのライヴツアーで、ツアータイトルを表現した"十字状のマイクスタンド"を携えてパフォーマンスを行っている。
また、このツアーは、メンバーとスタッフの「誰もコンサートをやっていないところで開催する」というテーマを踏まえ、既存のスタジアムを基本的に用いず、各会場に特設ステージを設置するという大掛かりなものとなった（北海道公演は真駒内オープンスタジアムの既存会場で開催）。巨大駐車場などをステージとして利用した結果、全12公演で約65万人を動員する、L'Arc〜en〜Ciel史上最大規模のライヴツアーになっている。なお、1999年8月21日・22日に行われたツアー最終公演となる東京ビッグサイト 駐車場特設ステージ公演では、自己最多動員数の12万5千人（両日25万人）を動員している。また、8月21日の東京公演の模様は、Viewsic（現: MUSIC ON! TV）で生中継されている。そして翌日の8月22日の東京公演の模様は、スターTV・香港が最初に立ち上げた中国およびアジアの有料テレビ音楽ネットワーク、channel Vで、自身初のアジア各国におけるコンサートの同時生放送が行われており、各国合計の視聴者数は約1億人を記録している。なお、公演から約22年後となる2021年7月16日には、同年に開局30周年を迎えたテレビ局、WOWOWとバンドのコラボレーション企画「WOWOW×L'Arc〜en〜Ciel 30th L'Anniversary Special Collaboration」の一環として、東京公演の2日目の模様が再び放送されている。
ただ、ライヴ会場がコンサートで使用されることを想定して作られた場所ではないことから、ほぼ全ての会場で基盤整備を行う必要があったという。バンドの所属事務所の代表を務める大石征裕は、2014年のインタビューでこのツアーを振り返り「全部地ならししなきゃいけないんですよ。砂利を引かなきゃいけなかったりとか」と述べている。ちなみに、大阪公演で使用した大阪コスモスクエアの駐車場では、現状のままだと観客を入れることができないという理由で、大阪湾の埋め立て工事を実施している。また、メインステージのセットは、全て仮設ながら横幅が170mにおよび、ステージの中央部にはアルミニウム製の籠状の巨大球体装置が設置されている。この球体装置は川崎重工業が製作したもので、開閉式の前面ゲート部は「空気の供給によって動作する」という仕組みになっている。このように、一回きりのライヴではなくツアーというかたちで全国各地をまわり開催したため、造成工事や舞台装置の組立・解体・運搬などに莫大な費用が掛かるツアーとなり、興行収益は大赤字だったという。こういった事情もあり、大石曰く、当時のソニー・ミュージックエンタテインメントで社長を務めていた丸山茂雄に「だから土木はやめろ」と言われたという。後年hydeは、このツアーを振り返り「どこの会場もそうだったんだけど、地平線がね、人の海だったんですよ。あれはもう、今でも忘れられない光景だね」と述べている。また、tetsuyaは「ラルク史上最大規模のツアーだから印象に残っています」と2021年のインタビューで述懐している。
そしてツアーを終えたL'Arc〜en〜Cielは、シングル「LOVE FLIES」と「NEO UNIVERSE／finale」の制作に着手していく。その後、1999年12月31日から2000年1月1日にかけて東京ビッグサイトで自身初のカウントダウンライヴ「RESET>>LIVE *000」を開催。このライヴは、「finale」を"1000年代という千年の最後を締め括るライヴの一曲目"に、「NEO UNIVERSE」を"2000年代という新時代突入の一曲目"に配置したセットリストで行われている。なお、このライヴは東京ビッグサイトの東館展示ホール1-3で開催されたが、隣接する東館展示ホール4-5では大型ビジョンでライヴの模様を生中継する"リアルタイムヴァーチャルライヴ"が実施され、全ホールで計55,000人の観客を動員する大規模なカウントダウン公演となった。さらに、新年のカウントダウンで多くの人が集まっていた全国各地の街頭に設置されたビジョンで、1999年12月31日23時59分頃から、観客によるカウントダウンと「NEO UNIVERSE」を初演奏している模様を生放映する、"L'Arc〜en〜Cielとともに1990年代を締めくくり、新たな時代を迎える"という企画が行われた。hydeは2012年に発表した自叙伝の中で、このライヴを振り返り「2000年になる瞬間、ミレニアムには、派手に何か記念になることをしたいなって思ってたから、"RESET>>LIVE *000"っていうカウントダウンライヴが出来たのは嬉しかった」「（1999年12月31日放送の）紅白歌合戦が終わって、代々木からヘリでビッグサイトの会場へ飛んだんだ。地上は大渋滞で真っ赤っかだった。それをヘリで飛び越して行ったんだ、あの時の光景は、夢みたいに素敵で最高に楽しい大晦日のパーティだった。真っ赤なレインボーブリッジを見ながら、してやったりってね。そして、俺達は「NEO UNIVERSE」で2000年を迎えたんだ」と述懐している。
こうして新時代を迎えた2000年の初頭から、L'Arc〜en〜Cielは8thアルバム『REAL』の制作に向けて動いていくこととなる。

### リリース形態
フィジカルは、現在までにCD、MDの2種類が発表されている。CDは通常盤の1形態で発売されており、初回限定仕様は、スーパーピクチャーレーベルディスク、スペシャルパッケージ仕様となっている。ちなみに、本作ではCD、MDの他に、一般流通されていないがアナログ盤も生産されている。このアナログ盤はバンドの関係者にのみ配られたもので、本作の制作に携わったマニピュレーターの斎藤仁曰く「非売品で100枚か200枚、限定で作った」という。
また、CD発売から約7年後の2006年12月13日には、バンド結成15周年記念に行われた企画「L'Anniversary」の一環で、ジャケットデザインを一新し、DVDを新たに付属した記念盤『ray 15th Anniversary Expanded Edition』が『ark 15th Anniversary Expanded Edition』と合わせリリースされた。新たに特典として付けたDVDには、本作に収録されたシングル表題曲のミュージック・ビデオのメイキング映像や、共同プロデューサーである岡野ハジメをはじめとした関係者のインタビュー、コンサートの舞台裏のドキュメンタリーなどが収録されている。ちなみに、この作品に収められたCDは、全てオリジナル盤と同じ収録内容となっており、リマスタリングなどはされていない。
記念盤発売から1週間後の2006年12月20日には、収録曲の「死の灰」「It's the end」「Sell my Soul」「L'heure」がダウンロード販売を開始した。さらに、翌週の同年12月27日には、「trick」「いばらの涙」「the silver shining」がダウンロード販売を開始している。ちなみに、「HONEY」「snow drop [ray mix]」「花葬」「浸食 〜lose control〜」は同年9月27日に配信を開始している。2012年11月7日には、ソニー・ミュージックエンタテインメントがiTunes Storeに参入したことに伴い、日本のiTunesにおいても配信が開始され、これによりほぼ全ての音楽配信サイトにてダウンロード販売が解禁された。
2014年10月22日には、本作を含めたアルバム全12タイトルのハイレゾリューションオーディオ音源が各種音楽サイトで配信された。このハイレゾバージョンでは、内田孝弘（FLAIR）によるリマスタリングが行われている。また、2019年12月11日には、Spotify、Apple Musicをはじめとした各種サブスクリプションサービス（定額制音楽配信）にて、この日までに発表したL'Arc〜en〜Cielの全楽曲のストリーミング配信を全世界で一斉解禁している。
2022年5月18日には、本作を含めた過去に発表したアルバム作品を、メンバー監修の下でオリジナルマスターテープを使いリマスタリングしたボックス・セット『L'Album Complete Box -Remastered Edition-』が発表されている。この作品に収録されたリマスタリングアルバム『ray (Remastered 2022)』では、ランディ・メリル（Sterling Sound）によるリマスタリングが行われている。ちなみにこのリマスタリングアルバムは、フィジカル発売と同日にダウンロード配信（ハイレゾリューションオーディオ音源含む）およびストリーミング配信が開始されている。
| リリース       | タイトル                              | 規格                                                                              | マスタリング・エンジニア             | 備考 |
| -------------- | ------------------------------------- | --------------------------------------------------------------------------------- | ------------------------------------ | --- |
| 1999年7月1日   | ray                                   | - CD - MD                                                                         | テッド・ジェンセン（Sterling Sound） | - 日本、台湾、香港、タイ、マレーシア、シンガポール、フィリピンでCD同時発売 - アナログ盤も数量限定で生産されているが、これは関係者向けに配布されたもので一般流通されていない                                                                              |
| 2006年12月13日 | ray 15th Anniversary Expanded Edition | - CD（＋DVD）                                                                     | テッド・ジェンセン（Sterling Sound） | ジャケットデザインを一新し、特典DVDを付属した再発盤。CDの収録内容は1999年に発売したオリジナル盤と変更なし |
| 2006年12月27日 | ray                                   | - ダウンロード配信                                                                | テッド・ジェンセン（Sterling Sound） | - 2006年9月27日に「HONEY」「snow drop [ray mix]」「花葬」「浸食 〜lose control〜」を配信開始 - 2006年12月20日に「死の灰」「It's the end」「Sell my Soul」「L'heure」を配信開始 - 2006年12月27日に「trick」「いばらの涙」「the silver shining」を配信開始 |
| 2014年10月22日 | ray                                   | - ハイレゾリューションオーディオ配信                                              | 内田孝弘（FLAIR）                    | - |
| 2019年12月11日 | ray                                   | - ストリーミング配信                                                              | テッド・ジェンセン（Sterling Sound） | - |
| 2022年5月18日  | ray (Remastered 2022)                 | - CD - ダウンロード配信 - ハイレゾリューションオーディオ配信 - ストリーミング配信 | ランディ・メリル（Sterling Sound）   | フィジカルはボックス・セット『L'Album Complete Box -Remastered Edition-』に収録 |

## 評価

### 批評
- 音楽評論家の山崎洋一郎は『ROCKIN'ON JAPAN』のレビューにて、本作について「"HONEY"、"snow drop"、"花葬"、"浸食 〜lose control〜"など、シングル曲が惜しげもなく収録され、楽曲、バリエーション、サウンドの完成度、歌詞、どこをとっても日本のロック・アルバムの傑作と言っていい作品だ[36]」と評価している。また、山崎はkenの作る楽曲について「kenが書く、空の色が美しくも不穏に変化し続けるような楽曲は見事である[36]」とコメントしている。- ロッキング・オン『ROCKIN'ON JAPAN』（2004年7月号）
- 音楽ライターの吉村栄一は『別冊宝島』にて、「どのようなアーティストであっても、活動中、必ず一時期は湯水のように曲が湧き出る時期があるという。（中略）ラルクも、この『ray』と『ark』の制作時はそうだった。曲が迸るようにできてしまう、まさにクリエイターの青春期の漲り。同時発売の『ark』が、そんな勢いをそのまま収録した、バラエティ豊かな曲が揃った”技の一枚”であるのに対して、この『ray』は、ラルクというアーティストの”本能の一枚”といってもよい[37]」「冒頭曲"死の灰"からテンポよくつながれた、完璧なロックン・ロール・ショーのような約50分の世界。緩急のバランスがとてもよく、アップ・テンポの軽快なナンバーに、美しいバラード、"L'heure"のようなインターミッション的な小曲がうまく配置されて、リスナーをまったく飽きさせない。このあたり、ラルクの力量はもちろんだが、プロデューサーの岡野ハジメの仕事ぶりが実に光っていると思う[37]」と評している。また、音楽の当時の潮流に触れ、吉村は「このアルバムでは、また、ラルクが世界のロック・シーンに非常に敏感であることもわかる。パール・ジャムやニルヴァーナといったグランジ・ロック、当時のU2のようなスケールの大きなダンス・ロック、ブリストル勢を思わせるインダストリアルなナンバーと、最新のロックの文脈の中で、ラルクが持つ世界の豊かさが表れている[37]」「このようなソリッドなロック・アルバムが200万枚以上も売り上げたことは、90年代後半の日本のロック・シーンに大きな勇気を与えた[37]」と本作を評している。- 宝島社『別冊宝島1399 音楽誌が書かないJポップ批評47 L'Arc-en-Cielの奇跡』（2007年2月）
- 音楽ジャーナリストの沢田太陽は自身のnoteにて、＜平成の日本の50枚のアルバム＞として本作を選出している。沢田は「90年代後半って、世間一般にはV系の時代でもあって。その中だったら、やっぱりラルクで良いと思います。楽曲のもととなった音楽ルーツの染み込み具合、メンバーの音楽ファンぶり、楽曲のスケール感で文句ないかと[38]」「V系だけでなくインディ・ロックの側にも少なからずファンがいることや国際的ファンベースがあることでも有効だと思います。ドラマーが代わってグランジの要素が入ったあたりが上り調子だったかな[38]」と選出理由を述べている。- THE MAINSTREAM『「平成の日本の50枚のアルバム」の選出とその根拠』（2020年8月20日）
- 音楽ライターのs.h.i.（a.k.a 和田信一郎）は自身のnoteにて、「個人的には本作がL'Arc〜en〜Cielの最高傑作だと思う[39]」とこのアルバムについてコメントしている。また、s.h.i.は本作の収録曲に触れ「グラムロック的な"死の灰"からポジティブパンクに通じる"It's the end"を挟みエモ〜ポストロックの薫り漂う"HONEY"で弾ける序盤、その余韻を引き継ぎゆったり進む"Sell my Soul"からキュアー風の輝かしさが映える"snow drop [ray mix]"までを前半として、仄暗いトリップホップ"L'heure"からゴシカルな美しさに満ちた"花葬"に繋ぎ、変拍子（Aメロは4拍子、その後は6＋7→8＋7→6拍子）が優れたフックとなる"浸食 〜lose control〜"へ滑らかに移行、DEAD ENDやDIE IN CRIESを想起させる戦闘的な"trick"を挟んで儚く嫋やかな"いばらの涙"に至り、U2に優しい翳りを加えたような"the silver shining"で柔らかい余韻を残す展開は絶品というほかない[39]」と評している。さらに、s.h.i.はL'Arc〜en〜Cielについて「波及効果や時代に対する適応力は今に至って一層増しているようにもみえる[39]」と指摘しており、「直接的な繋がりはないだろうが、実験的なビートミュージックの分野における重要人物イヴ・トゥモアなどが近年グラムロック的なスタイルに接近した結果ラルクに通じる音を出すようになっており、似たサウンドを志向する人が今後増えていく可能性も高い[39]」と綴っている。さらにs.h.i.は、L'Arc〜en〜Cielの影響が及んだミュージシャンとして、(sic)boyや小林祐介（THE NOVEMBERS、THE SPELLBOUND）、山中拓也（THE ORAL CIGARETTES）といった日本国内のアーティストの名前もあげている[39]。- meshupecial『MMGB - L'Arc〜en〜Ciel』（2023年2月9日）

### チャート成績
- 発売初週となる1999年7月12日付のオリコン週間アルバムチャートにおいて、同日発売のアルバム『ark』に次ぐ週間2位を獲得している。週間最高位2位を記録したアルバムの中では、本作がオリコン歴代最高の初動売上枚数を記録している。また、同日発売の『ark』と合わせ、2週連続で週間1位・2位を独占している (どちらの週も1位『ark』、2位『ray』)。さらにアルバム作品では通算4作目のミリオンセラーを記録。同日発売の『ray』とともに累計売上でダブルミリオンも記録している。同年度のオリコン年間アルバムチャートでは年間7位を記録している。なお、本作はオリコン歴代アルバム売上ランキングにおいて、2023年時点で歴代67位にランクインしている。
- また、本作はチャート圏外になって以降も売上を伸ばし続けており、同時発売された『ark』と合わせ、現在までにトータルで600万枚を超えるセールスを記録している[40]。

## 収録曲
| #         | タイトル                | 作詞      | 作曲      | 編曲                          | 時間  |
| --------- | ----------------------- | --------- | --------- | ----------------------------- | ----- |
| 1.        | 「死の灰」              | hyde      | tetsu     | L'Arc〜en〜Ciel, Hajime Okano | 4:08  |
| 2.        | 「It's the end」        | hyde      | ken       | L'Arc〜en〜Ciel, Hajime Okano | 3:25  |
| 3.        | 「HONEY」               | hyde      | hyde      | L'Arc〜en〜Ciel, Hajime Okano | 3:48  |
| 4.        | 「Sell my Soul」        | hyde      | hyde      | L'Arc〜en〜Ciel, Hajime Okano | 4:39  |
| 5.        | 「snow drop [ray mix]」 | hyde      | tetsu     | L'Arc〜en〜Ciel, Hajime Okano | 4:33  |
| 6.        | 「L'heure」             | yukihiro  | yukihiro  | L'Arc〜en〜Ciel, Hajime Okano | 4:04  |
| 7.        | 「花葬」                | hyde      | ken       | L'Arc〜en〜Ciel, Hajime Okano | 5:12  |
| 8.        | 「浸食 -lose control-」 | hyde      | ken       | L'Arc〜en〜Ciel, Hajime Okano | 4:45  |
| 9.        | 「trick」               | yukihiro  | yukihiro  | L'Arc〜en〜Ciel, Hajime Okano | 3:47  |
| 10.       | 「いばらの涙」          | hyde      | hyde      | L'Arc〜en〜Ciel, Hajime Okano | 5:22  |
| 11.       | 「the silver shining」  | hyde      | ken       | L'Arc〜en〜Ciel, Hajime Okano | 5:40  |
| 合計時間: | 合計時間:               | 合計時間: | 合計時間: | 合計時間:                     | 49:23 |

| #         | タイトル                                  | 作詞      | 作曲      | 編曲                          | 時間  |
| --------- | ----------------------------------------- | --------- | --------- | ----------------------------- | ----- |
| 1.        | 「死の灰 - Remastered 2022」              | hyde      | tetsuya   | L'Arc〜en〜Ciel, Hajime Okano | 4:09  |
| 2.        | 「It's the end - Remastered 2022」        | hyde      | ken       | L'Arc〜en〜Ciel, Hajime Okano | 3:24  |
| 3.        | 「HONEY - Remastered 2022」               | hyde      | hyde      | L'Arc〜en〜Ciel, Hajime Okano | 3:48  |
| 4.        | 「Sell my Soul - Remastered 2022」        | hyde      | hyde      | L'Arc〜en〜Ciel, Hajime Okano | 4:39  |
| 5.        | 「snow drop [ray mix] - Remastered 2022」 | hyde      | tetsuya   | L'Arc〜en〜Ciel, Hajime Okano | 4:33  |
| 6.        | 「L'heure - Remastered 2022」             | yukihiro  | yukihiro  | L'Arc〜en〜Ciel, Hajime Okano | 4:04  |
| 7.        | 「花葬 - Remastered 2022」                | hyde      | ken       | L'Arc〜en〜Ciel, Hajime Okano | 5:13  |
| 8.        | 「浸食 -lose control-/- Remastered 2022」 | hyde      | ken       | L'Arc〜en〜Ciel, Hajime Okano | 4:45  |
| 9.        | 「trick - Remastered 2022」               | yukihiro  | yukihiro  | L'Arc〜en〜Ciel, Hajime Okano | 3:47  |
| 10.       | 「いばらの涙 - Remastered 2022」          | hyde      | hyde      | L'Arc〜en〜Ciel, Hajime Okano | 5:22  |
| 11.       | 「the silver shining - Remastered 2022」  | hyde      | ken       | L'Arc〜en〜Ciel, Hajime Okano | 5:40  |
| 合計時間: | 合計時間:                                 | 合計時間: | 合計時間: | 合計時間:                     | 49:24 |

## 楽曲解説
1. 「死の灰」
歪みの効いたギターリフから始まるロック・ナンバー。作曲はtetsuyaが担当しているが、シンセサイザーを多用し明るくポップなアレンジを施した楽曲を制作することの多いtetsuyaとしては、今回珍しくハードで退廃的な楽曲を手掛けている。ちなみにtetsuyaは、本作発売時に受けた音楽雑誌のインタビューの中で、この曲が生まれた経緯について、制作当時に起こった空爆に感化されたことを示唆している[13]。tetsuyaは、この曲の原型を制作していた頃を振り返り「不思議ですよね。曲を作るって。何もないところから、モノを作るっていうのは。この戦争という破壊の中で、唯一建設的な作業じゃないですか？そこに魅かれたんです[13]」と述べている。
この曲のギターフレーズは、かなりラフなプレイとなっている。この曲のギタープレイについて、kenは「およそ見当もつかなかったギター弾いてます[41]」と、期せずしてこのアレンジとなった旨を述べている[41]。また、音源のギターはすべてkenが弾いているが、ライヴでこの曲を披露する際はhydeもギターを担当することが多い。
歌詞は宗教対立を皮肉ったようなリリックとなっている。作詞を担当したhydeは、歌詞のテーマについて「"神を信じようと信じまいとなるようになりますよ"[13]」と本作発売時のインタビューで述べている。なお、曲名の「死の灰」は本来、核爆弾の爆発などにより生じる放射性降下物を意味するワードである。
余談だが、2012年にhydeが発表した自叙伝には、この曲の歌詞の一節である＜死の灰か何か？運命の時に救われるか賭けようぜ 最後に笑うのは誰か＞というフレーズを引用したページが存在する[42]。hydeは、前述の自叙伝の中で、このフレーズに合わせて「誰が天国へ行けるのか？どの宗教なのか？それは、死ぬときに報告されるようだね[42]」と綴っている。
ちなみにこの曲は、2000年に開催したライヴハウスツアー「CLUB CIRCUIT 2000 REALIVE」のZepp Tokyo公演以降、長きにわたりライヴで演奏されていない。
2. 「It's the end」
前曲に続きスリーピースの音以外の装飾が少ない、ゴスやポストパンクのテイストを感じられるロック・ナンバー。作曲者であるkenは、楽曲制作の方向性について「ワシャワシャと8ビートの曲をやってみたかったんですね。なるたけゆるく叩いてたのがイイ感じだったんで、そういう雰囲気が楽しめる曲になれば[13]」「これね、カウント入ってないんですけど、もう、うわぁっと曲が始まっちゃって疾走していく感じで。ささくれだったまま疾走していく感じの曲を、ドイツに行く時、聞いてたんですよ、人のをね。で、"そういうのいいな"と思って[43]」と語っている。音源にはyukihiroが鳴らしたタンバリンの音が入っているが、ライヴでこの曲を披露する際はhydeが片手にタンバリンを持ち、それを鳴らしながら歌唱することが多い。
歌詞はひとつの別れをシアトリカルに綴ったものとなっており、作曲者であるkenがこの曲に抱いていたイメージを基にhydeが手掛けている[13]。hydeは、作詞作業を振り返り「kenに"貴方なんかもういらないわ、さようなら"っていうような言葉をいただいてたんですよ。それを俺の中でフィルターを通して書いた」と述懐している[13]。
本作発売直後となる1999年7月2日にプロモーションの一環で出演したテレビ朝日系番組『ミュージックステーション』では、アルバムの中からこの曲が披露されている。
ちなみにこの曲は、1999年に本作を引っ提げて開催したライヴツアー「1999 GRAND CROSS TOUR」の後の公演において、長きにわたり演奏されていなかったが、2015年に開催したライヴ「L'Arc〜en〜Ciel LIVE 2015 L'ArCASINO」で約16年ぶりにライヴ演奏されている。2015年のライヴでは、この曲のリリックがドライブをしている情景を描いたものであることもあってか、hydeはオープンカーに座ったうえで歌唱しており、他のメンバーはその車を囲んで演奏を行っている。
3. 「HONEY」
1998年7月に10thシングルの表題曲として発表された楽曲。3作同時発売シングルの一作で、L'Arc〜en〜Cielのフィジカルシングルとしては最大のヒット作。
作詞・作曲を手掛けたhyde曰く、この曲は「自分の中のシングルの定義を表現した曲[44][45]」だといい、必要最小限の音数で創り上げられた、シンプルかつ勢いのあるロックナンバーになっている[45]。実際レコーディングでは、ベースを一部オクターブで重ねている程度で[46]、オーバーダビングによる構築をほとんど行っていない。さらに、L'Arc〜en〜Cielのシングル表題曲では珍しくシンセサイザーやストリングスによる装飾もなく、シンプルにギター、ベース、ドラムというロックバンドのシンプルかつ基本的なフォーマットで楽曲が構成されている。こういった構成になったのは、共同プロデューサーの岡野ハジメ曰く、作曲者であるhydeの意向があったためだという。後年岡野は、この曲の制作を振り返り「ダビングで構築していくという、それまでのラルクとは毛色の違うシンプルな曲で、バンド・サウンドでありながら、ちょっとワイルドな感じでいきたいというのが、もともと作曲者のhydeくんの要望でもあった[46]」と述懐している。
ちなみに当初は、シングルの表題曲として、hydeが作曲した別の曲が採用される予定だったという[29]。しかし、hydeはその曲を気に入っておらず、一部のフレーズのアイデアだけがあったこの曲の原型を、代わりに作品にしたいという思いがあったという[29]。そこでhydeは、メンバーとスタッフに「1日猶予をくれないか」と話し、一晩でこの曲のラフなデモを制作したという[29]。後年hydeは、この曲の制作を振り返り「"こういう曲があるんだけど、あと1日くれたら完成させるから、1日だけくれないか"って言ったら、yukihiroが"いいんじゃない"って一言、言ってくれて。そのおかげで、1日頑張って、あの曲が出来た[29]」と述懐している。余談だが、この曲の原型となったフレーズは、1998年3月に開催したファンクラブイベント「ハワイ・アン・シエル」で訪れたハワイ・ホノルルで、hydeが夕日を見ながら着想を得たものである。そのためこの曲の仮タイトルは、この曲の構想が生まれた場所に因み「ホノルルの夕べ」という名前が付けられていた。
また、この曲の録音作業はプリプロダクションとして予定していたスケジュールで完了したという[24]。レコーディングの流れについて、tetsuyaは「プリプロをしてるときに"もう録っちゃおうか"って言って録りだしたんだと思う、たしか[45]」と述べており、普段ドラム録りに時間をかけるyukihiroも「この曲はね、スタジオで作りながら録っていったんですよ。で、ドラムはだいたい形が見えた段階で"一回通してみようよ"って録ったテイク。"今リハーサルでしょ"っていう時のテイクがOKだった[47]」と語っている。
さらに、共同プロデューサーの岡野ハジメは、kenのギタープレイがこの曲の肝であると述べている。岡野はkenのギタープレイについて「ギターだけ取り出してみると、「HONEY」に聴こえないんですよ。kenちゃんは天才だなと思いましたね。（中略）このギター1本でアレンジの柱ができていて…でも、あれが普通のバー・コードだけで弾いている曲だったら、あんなカッコいい曲にはなっていなかったと思います。分析すると、かなり複雑で高度ですね。ある種のラテンとか、ボサノバみたいなものを感じます[46]」と、2019年に発表した自身の書籍において評価している。また、作曲者であるhydeも、2012年に自身が発表した自叙伝において「重要なのは、裏で鳴ってるあのメロディで。あのkenの裏メロがハマったから、いい曲になったんだよね[48]」とこの曲のkenのギタープレイを称賛している。
ちなみに、kenは普段のレコーディングではストラト・シェイプのギターを使用することが多いが、この曲のレコーディングではフェンダー・カスタム・ショップ製のジャズマスターにシングルコイル・ピックアップを3つ取り付けたギターを使用している[46][10]。今回このジャズマスターを使った経緯について、kenは「思いきり弾かないと響かないような、ジャギジャギのちょっと変わった音のギターなんだけど、この曲にすごいマッチして[49]」と述べている。なお、yukihiroはこの曲のギターサウンドについて「ガレージな感じでカッコいい[47]」と評している。ちなみに、音源のギターはすべてkenが弾いているが、ライヴでこの曲を披露する際はhydeもギターを担当している。余談だが、岡野ハジメ曰く、このタイプのジャズマスターは、この曲のレコーディングだけで使われた代物だという[10]。なお、kenは、後年岡野ハジメからの要望を受け、このジャズマスターを岡野に譲っている[10]。
歌詞は、ドライブ感のあるキャッチーな曲調に反し、主人公の心にだんだんと微かな喪失感や悲しみが表れていく様を綴ったリリックになっている[50]。作詞を担当したhydeは、作詞作業について「けっこう苦労したんですよ。微妙なこの"悲しい加減"のバランスが難しくて。パッと聴き、"イエーイ!"って感じで終わって。でも、なんか引っかかる感じにしたかった[50]」「曲調がなんかキャッチーな雰囲気が強くて、少々壊れた詞を乗せても、そのイメージに押し切られてしまうんですよ。そこで、そのバランスがすごいむずかしくて悩んだ[51]」と語っている。なお、2サビ終わりに＜Don't stop smiling, please＞、Cメロでは＜Oh my sweet＞というコーラスフレーズがあるが、シングル及び本作の歌詞カードにこのコーラス部分の詞は記載されていない。ちなみに、このコーラス部分は音源ではhydeが歌っているが、ライヴではkenが担当することが多い。
なお、この曲は2022年に出版された音楽雑誌『ミュージック・マガジン』の＜1990年代Jポップ・ベスト・ソングス＞という企画において、48位に選出されている[52]。音楽ライターのパンスは同誌において、この曲に関し「ギターの疾走感と、キャッチーなのに複雑なコード進行、そしてhydeの華麗なボーカルが見事に合致し、ひたすら魅了されるばかり。ロック・バンドのフォーマットだが、高速のラテン・ジャズのように聞こえる[52]」とコメントしている。
また、2007年にはパートチェンジバンド、P'UNK〜EN〜CIELとして、kenのディレクションのもとリアレンジしたうえで、この曲をセルフカバーしている。このセルフカバーは、30thシングル「SEVENTH HEAVEN」に「HONEY 2007」として収録されている。このカバーではサビでの転調が激しい曲にリアレンジされ、2ビートのリズムに[53]、歪みギターと力強いコーラスがのったオイパンクに仕上げられている[53]。
さらに、2015年にはhydeプロデュースのもと、共同アレンジャーに前嶋康明を迎え、この曲をアコースティックなサウンドにリアレンジしたバージョンが発表されている。このアコースティックバージョンは、40thシングル「Wings Flap」に「HONEY -L'Acoustic version-」として収録されている。このバージョンではボサノヴァ調にリアレンジされており[54]、kenはレコーディングでガット・ギターを弾いている[54]。また、yukihiroはドラム録りにおいて、ロッドを使い、レギュラーグリップでレコーディングを行っている[55]。このバージョンのドラム録りを振り返り、yukihiroは「最初は普通のスティックで録ったんですけど、ボサノヴァだったらロッドを使うのもいいんじゃないかと思って、ロッドを使って、レギュラーグリップでやりました[55]」「音量は雰囲気に合わせてコントロールしました。キット自体もミュートしてます。タムはいつもはクリアヘッドなんですけど、この曲はコーテッド系のヘッドの方が合うんじゃないかっていうことで、コーテッドアンバサダーを使いました[55]」と述べている。
4. 「Sell my Soul」
イントロのピアノを含め、ジャジーな雰囲気で手掛けられたミディアム・ナンバー。作詞・作曲を手掛けたhyde曰く、この曲は本作の10曲目に収録された「いばらの涙」とほぼ同時に作られたといい、hydeはこの2曲を「双子[20]」と表現している。また、この曲のドラムはSherman Filter Bankという音を被せて使う機材を通し、歪ませた音で録音されている[56]。余談だが、この曲に使用したSherman Filter Bankはyukihiroの私物となっているが、レコーディング現場に持ってきた際に、共同プロデューサーの岡野ハジメがこの機材を甚く気に入ったという[57]。そして岡野が気に入ったことにより、この曲の他にも、本作及び『ark』に収録された楽曲の多くでこの機材が使われることになったという[57]。さらに、tetsuyaはこの曲のレコーディングで、1958年製のフェンダー・プレシジョンベースを使用している[58]。
歌詞は、hyde曰く「死んだ後、魂がなくなろうがどうしようが構わないよっていうようなことを言ってる[59]」といい、曲中に出てくる＜天国＞は"楽園"を意図して入れたと述べている[59]。
ちなみにこの曲は、1999年に本作を引っ提げて開催したライヴツアー「1999 GRAND CROSS TOUR」の後の公演において、長きにわたり演奏されていなかったが、2008年に開催したライブツアー「TOUR 2008 L'7 〜Trans ASIA via PARIS〜」の一部公演で約9年ぶりにライヴで演奏されている。なお、この曲をライヴで披露する際、kenはサビ以外の部分をフィンガー・ピッキングでギターを弾くことが多い。
5. 「snow drop [ray mix]」
1998年10月に13thシングルの表題曲として発表された楽曲のアルバムバージョン。2週連続で発表されたシングルのうちの一作となっている。
ロートタムを多用したリズムパターンが印象的な、疾走感のあるポップス。作曲を担当したtetsuyaが、1997年公開の劇場版アニメ『フランダースの犬』のビデオを観た直後にこの曲の原型を制作したこともあり[60]、この曲のイメージについて「（『フランダースの犬』に登場する）パトラッシュが草原を駆け抜ける感じ[61]」とシングル発売当時のインタビューで語っている。また、tetsuyaはこの曲を制作していたときの心境について「ちょっとクリスマスを意識して作ったんですよ。モロじゃないんですけど、クリスマスの時期にふと聴きたくなるような曲がシングルとして欲しいなぁと思って[61]」と語っている。
この曲には多彩なギターの音色が採り入れられているが、kenは「（多彩に）そう聞こえるけどそんなに入れてないんですよ。ドラムと一緒に録ったギターからリアンプして、2〜3種類の音に変えて。クリーン・トーンなんて弾いてやしないのにクリーン・トーン出てる[62]」と述べている。また、この曲のギターサウンドには、エレクトロ・ハーモニックス社のアナログディレイ、「Memory Man」による揺れたディレイも入っている[62]。ちなみにtetsuyaは、この曲のサウンドの印象について「ギターはハワイアン[63]」と語っている。さらにkenはギターソロパートで、サウンドの印象に変化をつけるように、トーキング・モジュレーターを使用している[62]。
さらに、作曲者であるtetsuyaの「タムを使ったフレーズが欲しい」というリクエストもあり[63][64]、この曲のリズムパターンではyukihiroのドラムセットの一つの特徴とも言えるロートタムが非常に多く使用されている。yukihiro曰く、この曲のドラム録りにはかなり苦労したという[61]。この曲のドラムプレイについて、yukihiroは「"タムを使って何かやって"ってリクエストがあって、それを形にしたんだけど、音色決めるのもテイク録るのも時間かかった[61]」「タムを使ったフレーズっていうのは音符も細かいし、ちゃんとした位置にいないとバタバタ聞こえて疾走感も出ないんですよ[64]」「あまりドラム・キット感のない、タムだけ別の人が叩いている雰囲気の音作りをしてて、キット感がないとバタバタ聞こえるんです。だからテイクを録るのも時間かかった[64]」と述懐している。
歌詞を手掛けたhydeは、tetsuyaが前述のアニメを観てから作曲作業を行ったことを踏まえ、同じ様にアニメを観たうえで作詞作業を行っている[65]。hydeは作詞作業について「（『フランダースの犬』の）ビデオ観てね、なんかやさしい気持ちで歌詞を書きました[65]」「（『フランダースの犬』を）見て、それがどうのって訳じゃないけど。見て、それから自分なりに別の世界を作り出した感じ[66]」「あんま、引っかけとかを作らずに書いたのは、久しぶりかも[65]」と述べている。また、これまでにhydeが手掛けたリリックと比較し、この曲には純真な気持ちがリリックとしてのせられている。hydeはシングル発売当時に受けたインタビューにおいて、この曲の制作を振り返り「（やさしい感情を言葉にすることが苦手な人間であることを）前々から薄々は感じてて、今回で確信した。だから、今回の詩、一番割り切ってやったよ。これまではサイド・ストーリー、ダブル・ミーニングにして自分の中では構築してたから。そういう部分での開き直りはあったけど、今回はそれも無しやから。本当に純粋な気持ちを恥ずかしがらずにがんばって書いた[66]」と語っている。
ちなみにこの曲のタイトルは、冬に雪のなかに咲く乳白色の花で、"春の訪れを告げる花"といわれるヒガンバナ科のマツユキソウの英語名"snowdrop"から取られている。なお、歌詞に登場する＜ユキノハナ＞は、この花を指している。タイトルを決めた経緯について、hydeは「曲を聴いた時に漠然と"雪のなかに咲く花"ってイメージがあったんですよ[61]」「雪のなかに咲く花の名前がタイトルになればいいなあと思って、いろいろ本屋さんに行って調べたりしたら、そういう花があったんで[65]」と述べている。
シングルに収録されたバージョンと異なり、本作にはtetsuyaの意向により、ベース音を絞ったバージョンで収録している[67]。なお、tetsuya曰く、本作の発売時期が夏であったため、「夏っぽいミックスにしたかった[67][68]」という。
余談だが、この曲が使われたドラマ『走れ公務員!POLICE WOMAN』のサウンドトラックには、この曲のアレンジバージョンとなる「snow drop (サンセット・ドライヴ・ヴァージョン)」が収められている。なお、L'Arc〜en〜Cielのメンバーはこのドラマバージョンの制作に関与していない。
6. 「L'heure」
ドラムンベース調のリズムループが印象的な楽曲で、前半5曲と後半5曲を繋ぐインタールードとして収録されている。この曲には、作詞・作曲を担当したyukihiroが好むトリップ・ホップの要素やインダストリアルなギターサウンドが採り入れられている。ちなみにこの曲の原型は、本作収録の9曲目に収録された「trick」と同様に、yukihiroがL'Arc〜en〜Cielに加入するよりも前に手掛けていたという[69]。yukihiroは2004年に受けた音楽雑誌のインタビューで、本作の制作を振り返り「自分ひとりの時に書き溜めてた曲とかもあったんで、それを出してみたりリミックスやらしてもらったりとか。あの頃が一番忙しかったですね。でも正直、あのアルバムに入った曲は、入って嬉しかったですね。それまでダメって言われてた曲なんですよ、他のバンドとかでは[69]」と、「L'heure」と「trick」の2曲について語っている。
この曲の制作はほぼ全てyukihiroのプライベートスタジオで行われており、サンプラーのAKAI S1100などを用い[56]、サンプリングした音を多く取り入れている。さらに、ミキシング作業もyukihiroが単独で行っている。この曲の制作の流れについて、kenは「だいたい自宅作業でできる感じなので、それを曲出し会の時の軽くオレらが聞いて、あとはyukihiroのコンセプトのまま遊んでいくって感じ[43]」と語っている。
また、本作にこの曲を収録するにあたり、音源の原型に無かった男女の会話パートを新規収録している[70]。この会話パートの主な内容は、＜暇だよね。やることないね、どうしよう[70]＞や、＜退屈だからセックスでもしようよ[71]＞といった、yukihiroの言う「意味のない会話[70]」となっている。なお、聴き手にこの会話の意味を分かり難くするため、会話パートをあえてフランス語でレコーディングしている[70]。yukihiroは、この曲の制作を振り返り「最初は歌をのせようかなと思ってたんですよ。で、なかなかいいメロディが浮かばなくて。曲自体もサンプルからほとんど作ってて、コードもよくわかんないし、メロつけるの難しいだろうなと思って、で、じゃちょっとインタールードっぽい作りにして、絵が浮かぶような感じにしようかなと思って、英語だと…まあ、あんまり英語わかんない人でも聴けばわかったりするじゃないですか、ある程度。あんま意味わかんない方がいいやと思って[72]」「（歌詞は）日本語だけ考えて、とりあえずカップル連れてきてって。そのカップルの人に渡して、日本語をフランス語に直してもらって適当にしゃべってもらったのを切り貼りしてくっつけて[72]」と述懐している。
また、タイトルも会話パートに合わせ、フランス語で「時間・時間帯」を意味するワードが選ばれている。ちなみに、このタイトルの読みは「ルー」である。
2000年6月にはyukihiroが手掛けたリミックスバージョン「l'heure [quiet afternoon mix]」が発表されており、その音源はリミックスアルバム『ectomorphed works』に収録されている。このリミックスは、yukihiro曰く「静かな午後の雰囲気[73]」を意識し制作したといい、ベースの上にドラムが浮いて聴こえる様な音作りを心掛けたという[73]。
7. 「花葬」
1998年7月に11thシングルの表題曲として発表された楽曲。3作同時発売シングルの一作となっている。
幻想的で美しさの中にも毒が潜む壮大な空気感を持つミディアム・ナンバー[45]。作曲を担当したkenは、この曲の制作について「実はもともとほぼ出来てる曲があって、それを"形にしてくれ"指令が出たから家でいじってたら、まったく別のフレーズがポロッと生まれて。こっちのほうが面白いなって思って作っていった曲[49]」と語っている。また、kenはこの曲のイメージついて「夜中に花びらがバーッと舞い散っている画。国で言ったら日本濃度が強いかもしれない[74]」と述べている。
なお、tetsuyaは、この曲について「L'Arc〜en〜Cielの楽曲の中でもすごく気に入っているベースライン[75]」とコメントしている。この曲のベースラインは、tetsuya独特のメロディアスかつダイナミックなものとなっており、聴こえ難い部分にも16分が細かく散りばめられている[75]。また、tetsuyaは「音が鳴ってないところでも右手は刻んでるイメージ[75]」と自身のプレイを語っており、空ピッキングもひとつのポイントとなっている[75]。さらに、運指としては1弦の方が効率的な場合でもあえて2弦を用いるといったプレイも見せている[75]。これにより音が太くなり、左手の横移動が大きくなることで勢いが増すという[75]。
そしてkenは、tetsuyaのベースラインを踏まえ、「ギターは上で漂ってる感じで。透明感が出ればいいなってやった[50]」と自身のギタープレイのアプローチについて述べている。また、yukihiroは自身のドラムプレイについて「ドラムに関してはシーケンスっぽいドラムを意識した。他のパートがすごいドラマチックに盛り上がるでしょ？その中で、1本ズーッてある感じがいいかなって思ったから[47]」と語っている。
メロディを書き上げたタイミングで、kenがhydeに「死をイメージした歌詞をつけてほしい」とリクエストしたこともあり、日本人的な死の価値観をテーマとし、"死者の世界と生者の世界との境界線があいまいになる瞬間"を描いたような歌詞が手掛けられている[50]。なお、hydeが書いた詞を読んだkenは、出来映えがあまりに秀逸であったため、改めてhydeの作詞センスに感嘆したという。
歌詞を手掛けたhydeは、作詞作業を振り返り「"和"の感じというかね、古来からある日本のことばの美しい部分とか、幻想的な部分が出ればいいなと思ってました[50]」「kenから"おどろおどろしいの"って言われて、"じゃあ、任しといて"って感じでしたね。（中略）"桜の木の下には死体が埋まってる"というイメージっぽいことも言われたんで、和の幻想的な部分と美しい部分でおどろおどろしさを表現しました[74][76]」と述べている。こういった志向から、2サビ終わりの間奏部分の英語詞以外は、すべて日本語で書き上げられている。また、hydeは歌詞について「"狂い咲き"っていうことばを使いたかったんですよ。それで、花の咲かない時期に血がいっぱい降れば、赤い点が花のように見えるんじゃないかっていう。それに、花で葬式するって、すごいロマンティックやなぁと[50]」と述べている。
なお、2サビ終わりの間奏部分に導入されたラップのような英語のフレーズはkenが作詞している。このフレーズについて、kenは「ラップというか"呪文"。ブツブツ言ってるのはhydeなんだけど、あの部分は俺が作詞に初挑戦したんですよ。曲を作ってる時点でなんとなく頭に描くことがあって[49]」と語っており、hydeに相談したうえでこの曲に取り入れたという[49]。この英語詞のフレーズは、音源ではhydeが読み上げているが[49]、ライヴではkenの担当パートとなっている。
ちなみにこの曲は、2012年に世界10都市で開催したライヴツアー「WORLD TOUR 2012」以降の公演において、アコースティックアレンジしたバージョンで披露されることも増えている。バージョンとしては、2012年開催のライヴツアー「WORLD TOUR 2012」と、2014年開催のライヴ「L'Arc〜en〜Ciel LIVE 2014 at 国立競技場」で披露した2種類が存在しており、いずれもライヴビデオの初回限定盤に付属するライヴ音源CDにそれぞれ収録されている[注 4]。
また、シングル発売年にはyukihiroが手掛けたリミックスバージョン「花葬 -1014 mix-」も発表されており、その音源は14thシングル「forbidden lover」のカップリングとして収録されている。このリミックスの方向性について、yukihiroは「イメージとしてはギターを弾くようになってからのデペッシュ・モード[64]」と語っている。2000年にはリミックスアルバム『ectomorphed works』にシングル収録版とは別バージョンのリミックス音源「花葬 [0628 mix]」が収録されている。
さらに、2005年にはパートチェンジバンド、P'UNK〜EN〜CIELとして、hydeのディレクションのもとリアレンジしたうえで、この曲をセルフカバーしている。このセルフカバーは、26thシングル「New World」に「花葬 平成十七年」として収録されている。このセルフカバーではhydeの意向により、ヘヴィ・メタリックなアレンジが施されている他[77]、ア・パーフェクト・サークルの「イマジン」（ジョン・レノンのカバー）にインスピレーションを受け、コードを一から付けなおして制作されている[77]。
8. 「浸食 -lose control-」
1998年7月に12thシングルの表題曲として発表された楽曲。3作同時発売シングルの一作となっている。
変拍子を多用した"静"と"動"が交錯するオカルティックなハード・ナンバー[78]。レコード会社からの「映画『GODZILLA』のサントラの話が来てるから書き下ろさないか？」という提案がきっかけで制作された楽曲で[78]、後に映画の挿入曲に使用されることが決まったことでシングルの表題曲として発表される運びとなった[51]。
前述の映画のサウンドトラックに楽曲提供するにあたり、作曲を担当したkenは大怪獣ゴジラをイメージし、自身が過去に作っていた音源の断片を基に楽曲制作を行っている[76]。この曲の制作エピソードについて、kenは「もともと断片的にあったものなんだけど。で、『ゴジラ』の話を聞いた時、これは絶対ハマると思ったから、"ぜひやらせて"って言って完成させました[79]」「バンドで演奏してみて、もっとグッとくる感じにしたいと思ったから変拍子をさらにややこしくした[79]」とシングル発売当時のインタビューで語っている。また、kenはこの曲のイメージについて「全体的に壊れた雰囲気を出したかった。演奏自体ではなく、演奏してる時の自分が壊れてるって感じがね[79]」と語っている。ちなみに副題の「lose control」は、kenがこの曲の断片を作ったときに、自身の頭に浮かんでいた言葉だったといい、kenはhydeが作詞作業をする段階でこのイメージを伝えたという[79]。
また、この曲は、柱時計のような音を合図にゆったりとしたギターのアルペジオから始まるが、サビに向かうにつれノイズ音が入り、変拍子を連発したハードな曲調に変貌する構成となっている。この曲の拍について、kenは「1小節ごとに変わる部分とかね、いろいろあるんで、ひと言で"何拍子だ"とは言えない[80]」と述べている。なお、この曲は大きく分けると4/4拍子と7/8拍子となるが、kenはシングル発売当時に受けた音楽雑誌のインタビューで「それ（4/4拍子と7/8拍子）を5と2にわけるか、3と4にわけるかの脳ミソの使い分け[80]」をしたと語っている。さらに、イントロのギターのアルペジオでは擦れた音が1音入っているが、このプレイについてkenは「ディミニッシュにEを入れてぶつけてるから、やんわりしないと響いた感じにならない。Aに入った時のためにその手前を緩くしている[81]」と語っている。余談だが、2020年2月23日にテレビ朝日系列で放送された『関ジャム 完全燃SHOW』の「プロが選ぶすごいイントロ特集」という企画において、川谷絵音（indigo la End、ゲスの極み乙女。）はこの曲をあげ、「L'Arc〜en〜Cielの楽曲は名イントロの宝庫。イントロに1番バリエーションのあるバンドだと思う。この曲は時計の音がめっちゃ怖い。ギターのアルペジオの最後の1音だけ、ミスタッチみたいに擦れていて、タイミングも違う。狙っているとは思うが、すごく耳に残る[82][83]」とコメントしている。
歌詞もオケと同様に、ゴジラというキャラクターを意識したうえで手掛けられている。作詞を担当したhydeは「詞を書くにあたって、こんなに大前提があったのは今回が初めて[84]」「映画のサントラっていう前提があったんで、まずゴジラとはどんな存在なんだろうっていうのを自分なりに解釈してみた」とシングル発売当時のインタビューで語っている。ゴジラというキャラクターが"水爆実験の結果生まれた怪獣"であること、そしてゴジラという作品が"人間社会が生み出した怪獣が街を破壊していくという物語"であること、といった背景を踏まえ「社会的な状況によって理性が失われて、本能のみで暴走してしまうような感覚」をテーマにhydeは歌詞を書いたという。こういったリリックのテーマを反映するかのように、歌詞の最後に＜I died then my instinct was born (私が死んで 私の本能が生まれた）＞というフレーズが何度も登場している。歌詞のテーマについて、hydeは「まずゴジラってなんやろうと思ったら、アレじゃないですか。水爆実験で、昔に眠ってた恐竜が怪獣になったというストーリーでしょ？それでソイツが街を襲うという。だから、なんかのきっかけで自分が理性を失う瞬間って、あるじゃないですか。そういうところで書いていきましたね[84]」と語っている。
ちなみに、作詞作業の前段階において、この曲を映画のサントラに収録することを考慮し、歌詞を全て英語詞にするという案があがっていたという。ただ、hydeに「慣れない英語で書くより、日本語で書いたほうが気持ちも伝わる[84]」という思いがあったことから、この案は白紙化されている。また、hyde曰く、タイトルも日本語にすることを決めていたという[84]。
余談だが、この曲が変拍子を乱発したハードかつダークな曲として仕上がったため、シングル表題曲になることが決まった際に作曲者であるkenは「こんなのがチャートにはいるわけがない」と思っていたという。バンドの共同プロデューサーを務める岡野ハジメも、2006年に受けたインタビューにおいて「（こういった）変拍子の曲、そんな売れないっすよ（笑）、どう考えてもね。客観的にも、プロデューサーとして考えても[24]」と述べている。なお、岡野は同インタビューで「それでも枚数が売れてしまっている、ある種のパーティタイム的な。だからこそ実験的なこともいっぱいできた[24]」とも語っている。ちなみにhydeは、シングル発売当時に受けた音楽雑誌のインタビューにおいて「今回のシングルはちょっとマニアックだと思うんやけど、この時期にこういうことをするのがいいと思う。今までだと、ただ単にロック・バンドがアンダーグラウンドな曲を出して、売れもせずにそのまま消えていくだけやと思うけど、今の状況だと街中にあふれる可能性がある。それがカッコいい[76]」と語っており、ハードでダークな変拍子の曲を混ぜた"シングル3作同時リリース"という企画に対し、前向きなコメントを残している。
この曲を表題曲としたシングルには、yukihiroが手掛けたリミックスバージョン「浸食 〜lose control〜 (control experiment mix)」も収録されている。リミックスを手掛けたyukihiro曰く「ドラムンベース的だけど、ロック・テイストのあるカンジ[85]」で制作したといい、「アイディアの素はナイン・インチ・ネイルズのある曲だったりする[85]」と述べている。ちなみに、元の音源から引用している部分はhydeのボーカルぐらいで、他はほぼリメイクに近いアレンジとなっている[86]。yukihiroはリミックス作業を振り返り「（元の音源は）テンポも途中で変わるし、同時に使えるものが少なかった。だからテクノの人達がやるリミックスに近いかもしれないですね。"元曲はなんなんだ？"っていう。ああいう人たちは元曲を聴いて受けたインスピレーションで作ってると思うんだけど、それに近いかもしれないですね[86]」と述懐しいる。2000年6月に発表したリミックスアルバム『ectomorphed works』には、このリミックスとは別バージョンの「浸食 -lose control- [ectoborn mix]」が収録されている。余談だが、yukihiroはシングル収録版のリミックスに納得しておらず、アルバムに収録するにあたり、「浸食」のリミックスをやり直すことを早くから決めていたとリミックスアルバム発売時のインタビューで語っている[73]。
9. 「trick」
無機質な打ち込みに加え、ループ感のあるギターリフと歪みの効いたベースが印象的な、作詞・作曲を担当したyukihiroの嗜好が反映されたニュー・ウェイヴテイストの楽曲[87]。この曲の原型は、本作収録の6曲目に収録された「L'heure」と同様に、yukihiroがL'Arc〜en〜Cielに加入する遥か前に出来上がっていたという[69]。yukihiro曰く、本作発売から4〜5年ほど前には出来上がっていたといい、yukihiroは「（4〜5年ほど前に）自宅で楽器も自分で演奏して、サンプリングしました[56]」と語っている。
本作に収録するにあたり、yukihiroが作った原型からkenがギターを一部弾き直しているが、自宅で弾いたyukihiroのギターも入っている[56]。ちなみに、tetsuyaはこの曲のレコーディングで、「Sell my Soul」の録音作業でも使用したフェンダー・プレシジョンベースを弾いており[58]、エフェクターに関しては「mt'Lab GERMA DRIVE」という50台限定で製造されたゲルマニウム・ファズを使用している[22]。
歌詞もyukihiroが手掛けており、L'Arc〜en〜Ciel名義の楽曲としては、この曲が初めてyukihiroが作詞を担当した音源となっている。また、この曲のリリックは、全て英語詞で綴られている。yukihiro曰く、歌詞はオケの構想時期と同じ頃に完成していたといい、「デモを自分で歌って録音してありました[56]」と述べている。また、yukihiroは作詞の方向性について「詞というよりもゴロ合わせ的な感じ[70]」と語っている。ちなみに、この曲のサビ部分には＜Check!＞という掛け声が入っており、ライヴではメンバーと観客がこの掛け声を叫ぶのが定番となっている。
また、この曲をライヴで披露する際には、メンバーがパートチェンジしながら演奏することが多い。2003年に開催したライヴ「Shibuya Seven days 2003」では、メンバーが交互にボーカルを担当し、yukihiroのボーカルパートを担当するタイミングでkenがドラムを叩いている。また、2006年以降に開催されたライヴでは、メンバー全員がギターを携え、ボーカルを交互に担当するバージョンで披露されるパターンも多くなっている。2018年に開催したライヴ「L'Arc〜en〜Ciel LIVE 2018 L'ArChristmas」でも同様にメンバー全員がギターを持ってこの曲を交互に歌唱しているが、このときyukihiroはギターシンセサイザーのRoland G-707を携えていた。
本作発売翌年となる2000年1月にはyukihiroが手掛けたリミックスバージョン「trick -new wave of japanese heavy metal mix-」が発表されており、その音源は19thシングル「NEO UNIVERSE／finale」のカップリングとして収録されている。リミックスをするにあたり「trick」を対象に選んだ経緯について、yukihiroは「もともとサンプリングから作ったギターのリフがあって、どれかに使える曲がないかなと思っていたら、ハマったから[88]」と述べている。また、yukihiroはリミックス作業を振り返り「何種類もキックの音が入ってて、どれをどの位置で鳴らすべきかを探るのが難しかった[73]」と述べている。ちなみに、この曲の副題は、1970年代後半にイギリスで起こった音楽ムーブメントのひとつであるNWOBHM（ニュー・ウェイヴ・オブ・ブリティッシュ・ヘヴィメタル）から取られている。なお、yukihiroはこの副題について「このミックスに対して、言葉としてカッコいいかな、と[73]」と語っている。2000年6月にはリミックスアルバム『ectomorphed works』にシングル収録版とは別バージョンのリミックス音源「trick [new2 wave of japanese heavy metal mix]」が収録されている。
10. 「いばらの涙」
流麗なクリーンギターのアルペジオから始まり、静かなAメロからBメロを経て、サビで一転し激しいヘヴィなロック調に変化していくナンバー。イントロのアルペジオの他、ディレイやリバーブを強く効かせ、ボリューム奏法などを採り入れたギタープレイが光る楽曲となっている。作詞・作曲を手掛けたhyde曰く、この曲は本作の4曲目に収録された「Sell my Soul」とほぼ同時に作られたといい、hydeはこの2曲を「双子[20]」と表現している。また、音源のギターはすべてkenが弾いているが、ライヴでこの曲を披露する際はhydeもギターを担当することが多い。
歌詞は、信仰心を強く持った人物に焦点を当てた物語が描かれている。hydeは歌詞のイメージについて「（宗教を）否定するんでなく、もっと崇拝することの感情を描いた感じ[59]」と述べている。"神"に対し疑問を投げかけることが多いhydeの歌詞の中では、珍しいリリックのテーマになっている。こういった歌詞を手掛けるに至った心境について、hydeは「1つの神を信じるっていう、すごく盲目な感じはあんまり好きじゃなくて（中略）他のことを知らずに、最初に見た宗教がすべて。で、それが真理。それで（個人が）死んじゃうことだって出来るって、すごく不思議。バカげたことだとずっと思ってたんですけど、でもなんか…バカげたことだと思いつつも、それを信じて死ねるっていうのも、ある意味美しいのかな…って思いながら…だからちょっと今までの価値観と違う視点で書いたんです、「いばらの涙」は[89]」「（神や宗教を）信じている人はいるじゃないですか？合ってようが間違ってようが、純粋な気持ちだと思うんですよ。そういう意味では美しい[59]」と本作発売当時に語っている。余談だが、hydeは2012年に自身が発表した自叙伝において、宗教対立が戦争の引き金に成り得ると語りながらも[90]、「信者もどこまで信じてるかは知らないけど、様々な宗教が、人や神に感謝する教えであり、心を平静に保ったり、人を穏やかにしたりはすると思う[90]」と綴っている。
アルバムに初収録された楽曲でありながらも、アルバムを引っ提げて開催したライヴツアーの後も高い頻度で演奏されている楽曲となっている。2007年に開催したホールツアー「Are you ready? 2007 またハートに火をつけろ!」の秋田県民会館公演では、演奏予定が一切無かったが、MCの流れから急遽演奏されている。また、ライヴでは基本的にhydeとkenのツインギター構成で披露されることが多いが、2012年に世界10都市で開催したライヴツアー「WORLD TOUR 2012」および「20th L'Anniversary WORLD TOUR 2012 THE FINAL」では、イントロをピアノアレンジに変更し、hydeはギターを持たずハンドマイクのみで歌唱している[注 5]。
余談だが、この曲が使われたドラマ『青い鳥症候群』のサウンドトラックには、この曲のストリングスバージョンとなる「いばらの涙 (Inst.Ver.)」と、クラシックギターをメインに据えたバージョン「いばらの涙 (Classical Guitar Ver.)」が収められている。なお、L'Arc〜en〜Cielのメンバーはこのドラマバージョン2曲の制作に関与していない。
11. 「the silver shining」
本作のエンドロールとして据えられた、浮遊感の強いシンセサイザーのサウンドが印象的な映画音楽のようなバラードナンバー。この曲の後に"アルバム『ark』の頭に戻る"というイメージで、アルバムの最後に収録されている[71]。
作曲者のken曰く、夜中に山手通り周辺をドライブしていたときにこの曲の着想を得たという[59]。この曲のイメージについて、kenは「山手通りをこう周遊する回遊魚になった気分で作りました[43]」「ファルセットというか、いい感じのロングトーンを聞きたいなみたいなところから出てきた曲[43]」と語っている。ちなみに、この曲の制作ではU2の楽曲の雰囲気を意識していたこともあり、仮タイトルは「U3」と名付けられていた。なお、kenは、2021年に自身のSNSアカウントで、リスナーから「『ark』と『ray』の2枚のアルバムで思い入れのある曲はなにか？」と聞かれた際に、この曲をあげている[91]。
歌詞は、当時hydeが手掛けるL'Arc〜en〜Cielの楽曲のリリックとしては、珍しくほとんどが英語詞で手掛けられている。作詞を担当したhydeは、この曲のほぼ全てのフレーズを英語詞にした経緯について「基本的に日本語がのりにくいっていうのと、最近は特にやけど、無理して日本語をのせるのもどうかな？って思えてきて。今まではちょっと無理して日本語をのせてた部分もあるんですけど…だからもうちょっと素直になって、難しけりゃ英語でいいんじゃない？っていうところが増えましたね[59]」と当時のインタビューで述べている。
ちなみに、1999年に本作を引っ提げて開催したライヴツアー「1999 GRAND CROSS TOUR」でこの曲を披露した際には、すべての会場が野外であることを踏まえ、曲の雰囲気をより引き出すため、各会場における日没時間を計算し、太陽が沈んだタイミングで演奏が行われている。なお、この曲はこのライヴツアー以降、長きにわたりライヴで披露されていない。

## ray 15th Anniversary Expanded Edition
2006年12月13日に、バンド結成15周年記念の一環で発売されたアルバム『ray』の再発盤。
オリジナル盤からジャケットデザインを一新し、DVDを新たに付属した限定作品としてリリースされている。新たに特典として付けたDVDには、本作に収録されたシングル表題曲のミュージック・ビデオのメイキング映像や、共同プロデューサーである岡野ハジメをはじめとした関係者のインタビュー、コンサートの舞台裏のドキュメンタリー、さらには1999年当時にL'Arc〜en〜Cielがプロモーションの一環で出演していたテレビ朝日系列番組『稲妻!ロンドンハーツ』での楽曲披露の模様が収録されている。
ちなみに、この作品に収められたCDは、全てオリジナル盤と同じ収録内容となっており、リマスタリングなどはされていない。
| #         | タイトル                | 作詞      | 作曲      | 編曲                          | 時間  |
| --------- | ----------------------- | --------- | --------- | ----------------------------- | ----- |
| 1.        | 「死の灰」              | hyde      | tetsu     | L'Arc〜en〜Ciel, Hajime Okano | 4:08  |
| 2.        | 「It's the end」        | hyde      | ken       | L'Arc〜en〜Ciel, Hajime Okano | 3:25  |
| 3.        | 「HONEY」               | hyde      | hyde      | L'Arc〜en〜Ciel, Hajime Okano | 3:48  |
| 4.        | 「Sell my Soul」        | hyde      | hyde      | L'Arc〜en〜Ciel, Hajime Okano | 4:39  |
| 5.        | 「snow drop [ray mix]」 | hyde      | tetsu     | L'Arc〜en〜Ciel, Hajime Okano | 4:33  |
| 6.        | 「L'heure」             | yukihiro  | yukihiro  | L'Arc〜en〜Ciel, Hajime Okano | 4:04  |
| 7.        | 「花葬」                | hyde      | ken       | L'Arc〜en〜Ciel, Hajime Okano | 5:12  |
| 8.        | 「浸食 -lose control-」 | hyde      | ken       | L'Arc〜en〜Ciel, Hajime Okano | 4:45  |
| 9.        | 「trick」               | yukihiro  | yukihiro  | L'Arc〜en〜Ciel, Hajime Okano | 3:47  |
| 10.       | 「いばらの涙」          | hyde      | hyde      | L'Arc〜en〜Ciel, Hajime Okano | 5:22  |
| 11.       | 「the silver shining」  | hyde      | ken       | L'Arc〜en〜Ciel, Hajime Okano | 5:40  |
| 合計時間: | 合計時間:               | 合計時間: | 合計時間: | 合計時間:                     | 49:23 |

| #   | タイトル | 作詞 | 作曲・編曲 |
| --- | --- | ---- | ---------- |
| 1.  | 「recollection 1」(クリエイティブディレクターの箭内道彦へのテレビCM制作に関するインタビュー、音楽プロデューサーの岡野ハジメへの「HONEY」に関するインタビュー)                   |      |            |
| 2.  | 「making of the "HONEY" music video」 |      |            |
| 3.  | 「死の灰 @ ロンドンハーツ (1999.07.04 O.A.)」 |      |            |
| 4.  | 「recollection 2」(テレビ朝日系番組『ミュージックステーション』のディレクター／プロデューサーを務めた西村裕明へのインタビュー)                                                  |      |            |
| 5.  | 「Sell my Soul @ ロンドンハーツ(1999.06.06 O.A.)」 |      |            |
| 6.  | 「making of the "snow drop" music video」 |      |            |
| 7.  | 「recollection 3」(音楽プロデューサーの岡野ハジメへの『ark』『ray』「浸食 -lose control-」に関するインタビュー、映像ディレクターの箭内道彦への新聞広告制作に関するインタビュー) |      |            |
| 8.  | 「making of the "浸食 -lose control-" music video」 |      |            |
| 9.  | 「recollection 4」(L'Arc〜en〜Cielのライヴ制作に携わっていた近藤琢哉（愛称：コメット）へのライヴツアー「1999 GRAND CROSS TOUR」に関するインタビュー)                            |      |            |
| 10. | 「documentary on "1999 GRAND CROSS TOUR"(1999.08.22)」 |      |            |

## クレジット
フィジカルアルバムに付属するブックレットより転載。日本語表記が確認出来ない部分に関しては原文ママとする。
- hyde：Vocal
- ken：Guitar
- tetsu：Bass
- yukihiro：Drum

| 死の灰 - 岡野ハジメ：Keyboard & Programming - 斎藤仁：Keyboard & Programming - ken：Chroma Harp - 森山恭行：Recorded, Mixed - 広兼輝彦：Recorded It's the end - ken：Keyboard & Programming - 岡野ハジメ：Keyboard & Programming - 斎藤仁：Keyboard & Programming - yukihiro：Tambourine & Shaker - 森山恭行：Recorded, Mixed - 広兼輝彦：Recorded HONEY - ken：Tambourine - 原裕之：Recorded, Mixed Sell my Soul - 岡野ハジメ：Keyboard & Programming - 斎藤仁：Keyboard & Programming - 佐々木真理：Piano - 森山恭行：Recorded, Mixed - 近藤圭司：Recorded snow drop [ray mix] - 岡野ハジメ：Keyboard & Programming - 斎藤仁：Keyboard & Programming - tetsu：Backing Vocal - ken：Tambourine - 寺田仁：Recorded - 近藤圭司：Mixed L'heure - yukihiro：All Instruments, Mixed - Sylvie："Fille" - Stephan："Garcon" - 斎藤仁：Additional Keyboard - 森山恭行：Recorded 花葬 - ken：Keyboard & Programming - 岡野ハジメ：Keyboard & Programming - 斎藤仁：Keyboard & Programming - 原裕之：Recorded, Mixed 浸食 -lose control- - ken：Keyboard & Programming - 岡野ハジメ：Keyboard & Programming - 斎藤仁：Keyboard & Programming - yukihiro：Keyboard & Programming - 原裕之：Recorded, Mixed trick - yukihiro：Additional Guitar, Keyboard & Programming, "Check-Tai" - 岡野ハジメ："Check-Tai" - 斎藤仁："Check-Tai", Pro Tools - Checki："Check-Tai" - Datchy："Check-Tai" - 森山恭行：Recorded, Mixed - 広兼輝彦：Recorded | いばらの涙 - 岡野ハジメ：Keyboard & Programming - 斎藤仁：Keyboard & Programming - 森山恭行：Recorded, Mixed - 広兼輝彦：Recorded the silver shining - ken：Keyboard & Programming, Tambourine - 岡野ハジメ：Keyboard & Programming - 斎藤仁：Keyboard & Programming - tetsu：Backing Vocal - 森山恭行：Recorded, Mixed - 広兼輝彦：Recorded - 近藤圭司：Recorded [Produce & Mastering] - L'Arc〜en〜Ciel：Produced - 岡野ハジメ：Produced, Co-Mix Engineer - 中山千恵子（Ki/oon Records）：Directed - テッド・ジェンセン（Sterling Sound N.Y.）：Mastered - Yoshitaka Ishigaki：Assistant Engineers - Mamiko Katakura：Assistant Engineers - Shinpachiro Kawade：Assistant Engineers - Keiji Kondo：Assistant Engineers - Kensuke Miura：Assistant Engineers - Chie Miyasaka：Assistant Engineers - Naoya Nakatsu：Assistant Engineers - Hitomi Suzuki：Assistant Engineers - Shinichi Takizawa：Assistant Engineers - Yukiyasu Wada：Assistant Engineers - Shinpei Yamada：Assistant Engineers - Shigeo Azami（Team Mistake）：Drum Technicians - Fumihito Yokono（Team Mistake）：Drum Technicians - Kazutaka Minemori：Bass and Guitar Technicians - Hidetoshi Takahashi：Bass and Guitar Technicians - Katsumi Nakamura：Roadies - Junya Sato：Roadies [Artwork etc] - モート・シナベル：Design - Miwa Suzuki（Ki/oon Records）：Product Co-ordinate - 中山道彦（Ki/oon Records）：A&R - So Fukuda（Ki/oon Records）：L' Project - Amiko Tanaka（Ki/oon Records）：L' Project - Masahito Ishikawa（Ki/oon Records）：L' Project - Tadahiko Shida（Ki/oon Records）：L' Project - Kiyoto Miyazawa（Danger Crue Inc.）：L' Project - Kenichi Iida（Danger Crue Inc.）：Management - Takayuki Seki（Danger Crue Inc.）：Management - Tatsuo Adachi（Ki/oon Records）：Executive Producer - 大石征裕（Danger Crue Inc.）：Executive Producer |

## タイアップ
| 年     | 楽曲                  | タイアップ                                                    | 出典   |
| ------ | --------------------- | ------------------------------------------------------------- | ------ |
| 1998年 | HONEY                 | TBS系番組『スーパーサッカー』テーマソング                     | [ 92 ] |
| 1998年 | HONEY                 | 「NTTパーソナル関西」CMソング                                 | [ 92 ] |
| 1998年 | 花葬                  | テレビ朝日系番組『真相究明!噂のファイル』エンディングテーマ   | [ 93 ] |
| 1998年 | 浸食 〜lose control〜 | トライスターピクチャーズ/東宝配給映画『GODZILLA』挿入歌       | [ 94 ] |
| 1998年 | snow drop             | フジテレビ系ドラマ『走れ公務員!POLICE WOMAN』主題歌           | [ 95 ] |
| 1999年 | It's the end          | PlayStation用ゲームソフト『グランディア』CMイメージソング     | [ 96 ] |
| 1999年 | いばらの涙            | テレビ朝日系ドラマ『青い鳥症候群』挿入歌                      | [ 97 ] |
| 2016年 | HONEY                 | TOKYO MX・BS11系テレビアニメ『ReLIFE』第4話エンディングテーマ | [ 98 ] |

## 収録ベストアルバム
- 『Clicked Singles Best 13』 (#3)
- 『The Best of L'Arc〜en〜Ciel 1998-2000』 (#3、#5,シングルバージョン、#7、#8、#9)
- 『QUADRINITY 〜MEMBER'S BEST SELECTIONS〜』 (#3、#7、#9、#10、#11)
- 『TWENITY 1997-1999』 (#3、#4、#5、#7、#10)
- 『WORLD'S BEST SELECTION』 (#3)

## 受賞
- 『第41回日本レコード大賞 ベストアルバム賞』
- 『第14回日本ゴールドディスク大賞 “ROCK ALBUM OF THE YEAR”』